# José Ángel Carrillo
José Ángel Carrillo Casamayor (Murcia, 7 januari 1994) is een Spaans, Filipijns voetballer die bij voorkeur als offensieve middenvelder speelt.

## Clubcarrière
Carrillo werd geboren in Murcia en speelde in de jeugd bij Colegio San Vicente Ferrer, El Progreso en Real Murcia. Tijdens het seizoen 2013/14 debuteerde hij voor Real Murcia. Het seizoen erna maakte hij vijf treffers in vierentwintig competitieduels. 
In 2015 trok de aanvaller naar Sevilla Atlético, waar hij in zijn eerste seizoen vier doelpunten maakte in 37 competitieduels. In 2016 promoveerde Carrillo met Sevilla Atlético naar de Segunda División.
1 Fernández ·
3 Pedrosa ·
4 Salas ·
6 Gudelj ·
7 Romero ·
8 Ortiz ·
9 Iheanacho ·
10 Suso ·
11 Lukebakio ·
12 Sambi Lokonga ·
13 Nyland ·
14 Peque ·
15 Montiel ·
16 Navas  ·
17 Ñíguez ·
18 Agoumé ·
19 Barco ·
20 Sow ·
21 Ejuke ·
22 Badé ·
23 Marcão ·
24 Nianzou ·
26 Sánchez ·
27 Idumbo Muzambo ·
31 Flores ·
32 Carmona ·
Coach: Pimienta
· Assistent-coach: García